# 丘魯羅山
10°58′16″S 76°36′38″W / 10.97111°S 76.61056°W
丘魯羅山（Chururu），是秘魯的山峰，位於該國中南部利馬大區，由瓦烏拉省的聖萊昂諾爾區負責管轄，屬於安地斯山脈的一部分，海拔高度5,010米。